# Fissidens gardneri
Fissidens gardneri är en bladmossart som beskrevs av Mitten 1869. Fissidens gardneri ingår i släktet fickmossor, och familjen Fissidentaceae. Inga underarter finns listade i Catalogue of Life.